# Magyar Nyelv (folyóirat)
Magyar Nyelv napjainkban negyedévente megjelenő magyar nyelvtudományi szakfolyóirat. Alapítás éve: 1905. Közreadó: Magyar Nyelvtudományi Társaság. Közreadását 1945 óta támogatja a Magyar Tudományos Akadémia. Székhely: Budapest. ISSN 0025-0228

## Leírása
Elsősorban magyar nyelvtörténeti témájú írásokat közöl.
Rovatai tanulmányokat, kisebb közleményeket, szó- és szólásmagyarázatokat, népnyelvet (később az élő nyelvet is) vizsgáló cikkeket, nyelvtörténeti adatokat, szemlét tartalmaznak. Szerzői körébe bevonja a határon túl élő magyarokat és a fiatal nyelvészeket.

## Szerkesztői
- Szily Kálmán, Zolnai Gyula, Gombocz Zoltán (1905–)
- Szily Kálmán, Gombocz Zoltán, Pápay József (1907–)
- Szily Kálmán, Gombocz Zoltán (1908–)
- Szily Kálmán, Melich János (1915–)
- Szily Kálmán, Melich János, Gombocz Zoltán (1922–)
- Gombocz Zoltán, Melich János (1925–)
- Gombocz Zoltán, Melich János, Pais Dezső (1928–)
- Melich János, Pais Dezső (1935–)
- Pais Dezső (1943–)
- Pais Dezső, Benkő Loránd (1953–)
- Benkő Loránd (1974–)

## A folyóirat munkatársai (válogatás)
|  |  |  |  | - Abaffy Erzsébet - Balázs János - Bóka László - Csefkó Gyula - Csűry Bálint - Czeglédy Károly - Deme László - Eckhardt Sándor - Fábián Pál - Gáldi László - Grétsy László - Gyóni Mátyás - Hadrovics László - Hasan Eren - Horger Antal - Imre Samu - Jakubovich Emil - Juhász Dezső - Juhász Jenő - Kálmán Béla - Karácsonyi János | - Karinthy Ferenc - Kis Emese - Kiss Jenő - Kiss Lajos - Klemm Antal - Kniezsa István - Ligeti Lajos - Loványi Gyula - Márton Gyula - Mészöly Gedeon - Mikesy Sándor - Péter László - Putnoky Imre - Réthei Prikkel Marián - Sági István - Szabó T. Ádám - Szabó T. Attila - Szinnyei József - Tolnai Vilmos - Tompa József - Zsirai Miklós |